# 上谢福尔赛姆
上谢福尔赛姆（法語：Oberschaeffolsheim，发音：[obəʁ.ʃɛfɔlsaim]；德语：Oberschäffolsheim），或纯音译作奥伯谢福尔赛姆，是法国下莱茵省的一个市镇，属于斯特拉斯堡区（Strasbourg）和林戈尔赛姆县（Lingolsheim）。该市镇总面积7.56平方公里，2009年时的人口为2123人。

## 地名
该地名Oberschaeffolsheim来源于德语Oberschäffolsheim，前缀“Ober-”在德语中意为“上”，且省内亦有中谢福尔赛姆（Mittelschaeffolsheim ，前缀“Mittel-”在德语中意为“中”；此地或纯音译作“米特尔谢福尔赛姆”）与下谢福尔赛姆（Niederschaeffolsheim，前缀“Nieder-”在德语中意为“下”；此地或纯音译作“尼德谢福尔赛姆”）。

## 人口
上谢福尔赛姆人口变化图示